# Juana Bormann
Johanna Bormann, anche nota come Juana Borman (Birkenfelde, 10 settembre 1893 – Hameln, 13 dicembre 1945), è stata una militare tedesca, guardia di numerosi campi di concentramento nazisti, condannata a morte per crimini di guerra dopo il Processo di Belsen, nel 1945.

## Seconda guerra mondiale
Durante il processo, la Bormann disse di essersi arruolata come Aufseherin nelle SS Ausiliarie nel 1938 "per guadagnare più denaro". Prestò servizio prima presso il campo di concentramento di Lichtenburg, nella regione della Sassonia sotto il comando della guardia superiore Jane Bernigau con altre 49 donne delle SS. Nel 1939 fu incaricata di sorvegliare un gruppo di lavoro al campo femminile di Ravensbrück, nei pressi di Berlino. Nel marzo del 1942 Johanna Bormann faceva parte della squadra di donne designata per la sorveglianza ad Auschwitz, in Polonia. Seppur di bassa statura, si distingueva per la sua crudeltà . Le vittime la chiamavano "Wiesel" e "la donna con i cani".
Johanna fu ulteriormente spostata a Budy, un "sottocampo" vicino dove continuò i suoi abusi contro i prigionieri. Nel 1944, quando erano cominciate le sconfitte per la Germania nazista, Bormann fu trasferita al campo ausiliario di Hindenburg (nei pressi dell'attuale città di Zabrze) in Polonia. Nel gennaio 1945 tornò a Ravensbrück. A marzo fu fatto il suo ultimo trasferimento, a Bergen-Belsen, vicino Celle, dove prestò servizio sotto Josef Kramer, Irma Grese ed Elisabeth Volkenrath (tutti avevano già prestato servizio con lei a Birkenau).

## Processo e morte
Il 15 aprile 1945 le truppe britanniche liberarono il campo di Bergen-Belsen, trovando oltre 10.000 cadaveri e 60.000 superstiti. I liberatori costrinsero tutto il personale delle SS a trasportare i corpi e darne sepoltura. La Bormann fu più tardi incarcerata ed interrogata dai militari, poi fu messa in stato d'accusa nel processo di Bergen-Belsen, che durò dal 17 settembre al 17 novembre del 1945. La corte ascoltò i testimoni riguardo agli omicidi da lei commessi ad Auschwitz e a Bergen-Belsen e secondo numerose testimonianze:
Fu considerata colpevole di tutti i capi d'accusa e fu impiccata insieme alla Grese e a  Volkenrath il 13 dicembre 1945. Il suo esecutore, Albert Pierrepoint, scrisse più tardi:
Nel 1954 fu sepolta nel cimitero di Hameln, “Friedhof am Wehl”.